# 에이미 반 노스트랜드
에이미 반 노스트랜드(Amy Van Nostrand, 1953년 4월 11일 ~ )는 미국의 배우, 연극 배우, 텔레비전 배우, 영화배우이다.
프로비던스에서 태어났다.

## 영화
- 이어 바이 더 씨 (2016년)
- 고스트 타운 (2008년)
- 이중범죄 (2000년)
- 세븐 걸프렌드 (1999년)
- 피스톨 저스티스 (1999년)
- 아웃사이드 프로비던스 (1999년)
- 라스트 엔젤 (1994년)
- 슈퍼 엄마 만세 (1987년)
- 메이드 인 헤븐 (1987년)